# 国鉄タキ1800形貨車
国鉄タキ1800形貨車（こくてつタキ1800がたかしゃ）は、かつて日本国有鉄道（国鉄）及び1987年（昭和62年）4月の国鉄分割民営化後は日本貨物鉄道（JR貨物）に在籍した私有貨車（タンク車）である。
本形式と同じ専用種別であるタサ1050形についても本項目で解説する。

## タキ1800形
タキ1800形は、ベンゾール専用の30t 積タンク車として1952年（昭和27年）5月14日から1964年（昭和39年）7月17日にかけて65両（タキ1800 - タキ1811、タキ1814 - タキ1866）が三菱重工業、飯野重工業、日本車輌製造、新潟鐵工所、帝國車輛工業、富士車輌、近畿車輛、富士重工業の8社にて製作された。タキ1812 - タキ1813は最初から空番である。
本形式の他にベンゾール専用種別とする形式は、タ1000形（48両）、タム3200形（5両）、タム3250形（83両）、タム23250形（15両）、タサ1000形（13両）、タサ1050形（2両、後述）、タサ1100形（6両）、タサ4400形（1両）、タキ200形（初代）（1両）、タキ850形（1両）、タキ900形（2両）、タキ950形（2両）、タキ4150形（1両）、タキ6450形（3両）、タキ14400形（11両）の15形式が存在した。
落成時の所有者は、富士製鐵、八幡製鐵、三井化学工業（その後三井東圧化学へ社名変更）、タール製品取扱業協同組合、本州化学工業、宇部興産、三菱化成工業、関東タール製品、三菱商事、八幡化学工業、三菱石油、北一産業、安宅産業（その後伊藤忠商事へ社名変更）、関西タール製品（その後大阪ガスケミカルへ社名変更）の14社である。
ドーム付き直円筒型のタンク体は、普通鋼（一般構造用圧延鋼材、SS41現在のSS400）製で、荷役方式はタンク上部にあるマンホールからの上入れ、吐出管からの下出し式である。
1979年（昭和54年）10月より化成品分類番号「燃31」（燃焼性の物質、引火性液体、危険性度合2（中））が標記された。
塗装は黒色、寸法関係は全長は12,800mm、全幅は2,506mm、全高は3,850mm、台車間距離は9,500mm、実容積は34.1m3 - 35.3m3、自重は18.2t - 22.0t、換算両数は積車5.0、空車2.0であり台車はベッテンドルフ式のTR41Cである。
1987年（昭和62年）4月の国鉄分割民営化時には15両の車籍がJR貨物に継承されたが、最後まで在籍した1両（タキ1843）が2002年（平成14年）3月に廃車となり同時に形式消滅となった。

## タサ1050形
タサ1050形は、ベンゾール専用の20 t 積タンク車として1955年（昭和30年）10月27日に2両（コタサ1050 - コタサ1051）が飯野重工業の1社のみにて製作された。記号番号表記は特殊標記符号「コ」（全長 12 m 以下）を前置し「コタサ」と標記する。
落成時の所有者は、八幡製鐵の1社のみである。その後所有者は、八幡化学工業、新日本製鉄化学工業と変遷した。
ドーム付き直円筒型のタンク体は、普通鋼（一般構造用圧延鋼材、SS41現在のSS400）製で、荷役方式はタンク上部にあるマンホールからの上入れ、吐出管からの下出し式である。
1979年（昭和54年）10月より化成品分類番号「燃31」（燃焼性の物質、引火性液体、危険性度合2（中））が標記された。
塗装は黒色、寸法関係は全長は9,600mm、台車間距離は5,500mm、実容積は23.2m3、自重は15.8t、換算両数は積車4.0、空車1.6であり台車はベッテンドルフ式のTR41である。
1984年（昭和59年）12月28日に2両そろって廃車となり同時に形式消滅となった。